# Saint-Aubin-Fosse-Louvain
Saint-Aubin-Fosse-Louvain è un comune francese di 251 abitanti situato nel dipartimento della Mayenne nella regione dei Paesi della Loira.

## Società

### Evoluzione demografica
Abitanti censiti